# Sonnō jōi

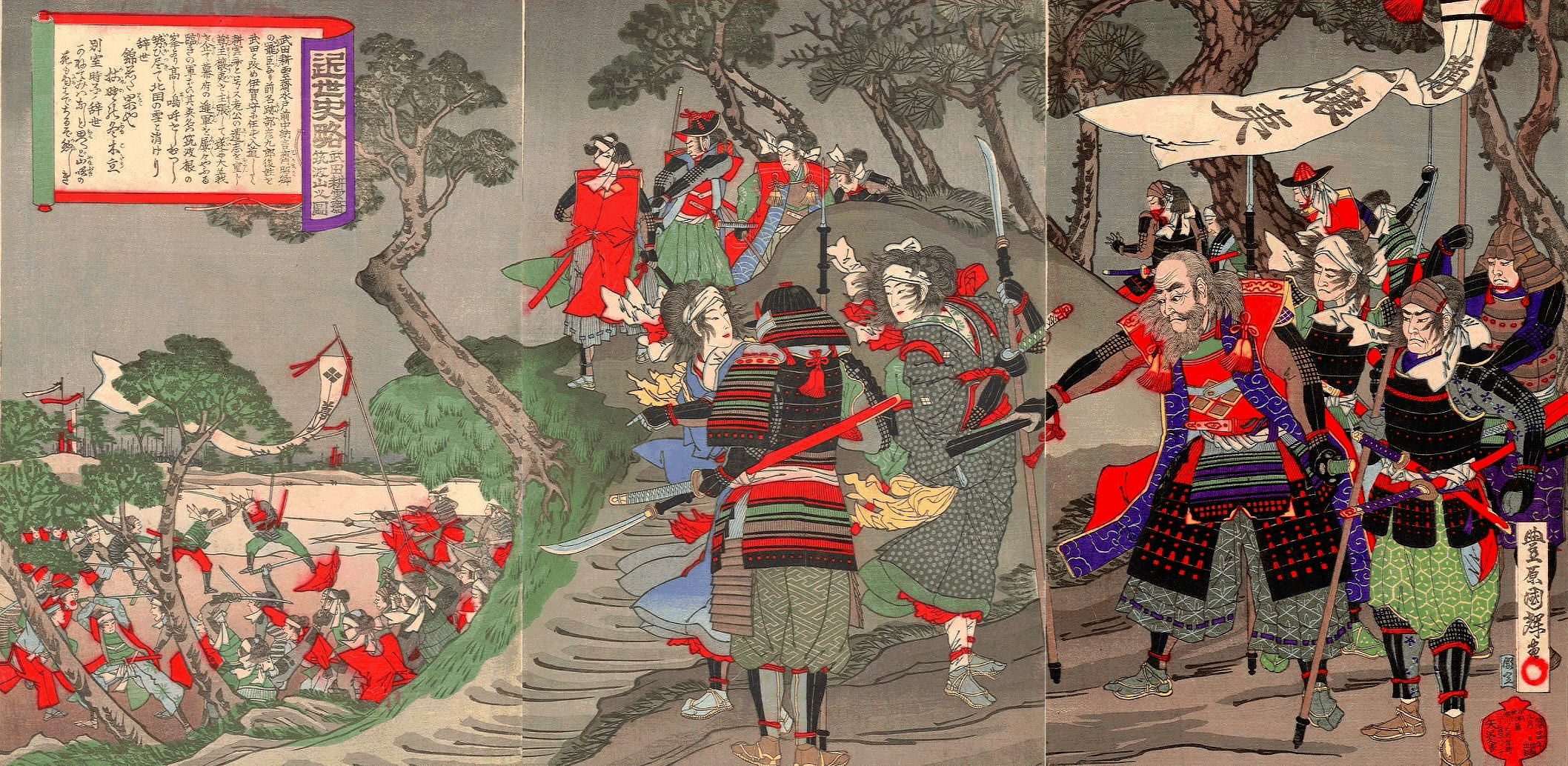
Samurai unter dem Banner „Sonnō jōi“ (rechts) während der Mito-Rebellion (Tsukuba, 17. Juni 1864)

Sonnō jōi (jap. 尊皇攘夷 oder 尊王攘夷) war die Parole einer neokonfuzianischen japanischen politischen Philosophie. Zu Beginn der zweiten Hälfte des 19. Jahrhunderts, als Japan sich während der Bakumatsu-Zeit im Umbruch von einer Feudalgesellschaft zu einem modernen Staat befand, wurde sie zum politischen Slogan einer von niederen Samurai und nichtadligen Bevölkerungsteilen getragenen sozialen Bewegung. Das Ziel der Bewegung war die Beseitigung des regierenden Tokugawa-Shōgunats.
Sonnō jōi kann mit „Verehrt den Kaiser, vertreibt die Barbaren.“ oder mit „Respektiert den Kaiser, vertreibt die Barbaren.“ übersetzt werden.

## Entstehung einer politischen Philosophie
Die Parole Sonnō jōi war bereits seit dem 7. Jahrhundert v. Chr. in China bekannt. Herzog Qí Huán Gōng verwendete den Slogan (chinesisch 尊王攘夷, Pinyin zunwáng rǎngyí) in der Zeit der Frühlings- und Herbstannalen. Während dieser Epoche verloren die chinesischen Könige der Zhou-Dynastie die Kontrolle über die anderen Feudalstaaten des chinesischen Reiches. Herzog Huan benutzte den Slogan, um die anderen Feudalstaaten davon zu überzeugen, den Zhou-Hof zu respektieren. Durch Vergünstigungen, die Qí Huán Gōng daraufhin von König Zhou Xiangwang erhielt, wurde er tatsächlich zum ersten der Fünf Hegemonen über andere Feudalstaaten. Der Slogan war dieser Zeit eine einfache Parole, eine tiefergehende Bedeutung sollte er erst viel später in Japan erhalten.
Der Ursprung einer auf Qí Huán Gōngs Parole basierenden Philosophie kann auf die Werke der japanischen neokonfuzianischen Gelehrten Yamazaki Ansai und Yamaga Sokō zurückgeführt werden, die die Unantastbarkeit des japanischen Kaiserhauses und dessen Überlegenheit über die Herrschaftshäuser anderer Staaten behandelten. Diese im 17. Jahrhundert entstandenen Ideen wurden von den Kokugaku-Gelehrten Motoori Norinaga und Takenouchi Shikibu in der zweiten Hälfte des 18. Jahrhunderts zur „Theorie des absoluten Gehorsams gegenüber dem Tennō“ (尊皇論, Sonnōron) weiterentwickelt. Die beiden Gelehrten implizierten dabei, dass dem herrschenden Tokugawa-Shogunat weniger Loyalität als dem Kaiser entgegenzubringen sei.
Der Mitogaku-Gelehrte Aizawa Seishisai (会沢 正志斎) popularisierte im Jahr 1825 sonnō jōi mit seinem polemischen Werk Shinron (新論, „Neue Thesen“). Sonnō bedeutete nach Aizawa die Verehrung des Kaisers durch das Tokugawa-Shōgunat und mit jōi war die Beseitigung barbarischer (d. h. westlicher) kultureller Einflüsse in Japan gemeint, zu denen insbesondere das Christentum zählte. Eine nationalistische, auf den Lehren Aizawas basierende Bewegung entstand erstmals in den 1830er Jahren in dem Han Mito zur Zeit des Daimyōs Tokugawa Nariaki.

## „Sonnō jōi“-Bewegungen in der Zeit des Bakumatsu
Mit dem Erscheinen einer US-amerikanischen Flotte unter dem Kommando von Matthew Calbraith Perry am 8. Juli 1853 und dem Abschluss des Vertrages von Kanagawa durch das Shōgunat am 31. März 1854 wurde die Abschließung des Landes komplett in Frage gestellt. Die Politik, das Land fast vollständig vom Handel und Austausch mit anderen Nationen abzugrenzen, war von den Tokugawa seit 1633 verfolgt worden, konnte aber angesichts der militärischen Macht der Amerikaner nicht aufrechterhalten werden. Jōi konkretisierte sich zur Gegenreaktion auf die von der Mehrzahl der Samurai als Demütigung empfundene Nötigung Japans durch die westlichen Mächte. Außerhalb von Mito bildeten sich in Chōshū, Satsuma und Tosa starke voneinander unabhängige Bewegungen, deren Leitsatz Sonnō jōi wurde. Ihre Mitglieder nannte man Shishi.
Die Tatsache, dass das Shōgunat trotz der Befürwortung von Gegenmaßnahmen durch den Kaiserhof den Fremden keinen nennenswerten Widerstand leistete, wurde von Yoshida Shōin und anderen Führern der Anti-Tokugawa-Bewegung als Beweis dafür angesehen, dass das Shōgunat durch eine Regierung ersetzt werden müsse, die den Willen des Kaisers besser durchsetzen konnte.

### Radikalisierung und Repressionsmaßnahmen des Bakufu

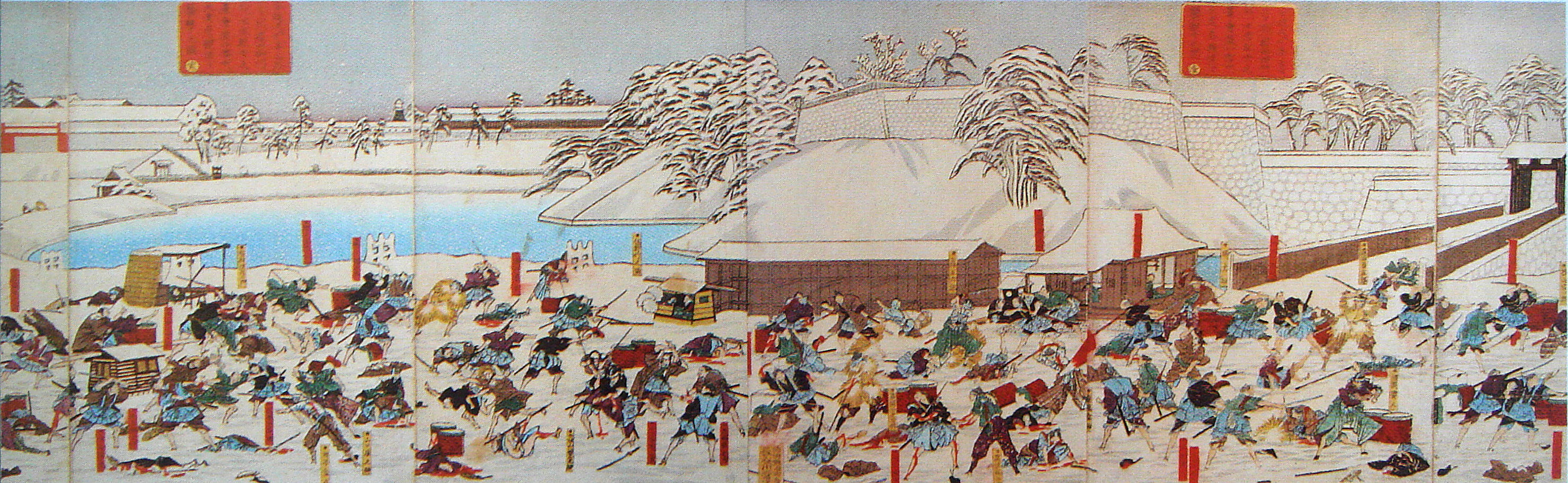
Der Sakuradamon-Zwischenfall am 24. März 1860

Doch erst mit der Unterzeichnung des ungleichen Amerikanisch-Japanischen Freundschafts- und Handelsvertrags am 29. Juli 1858 radikalisierten sich die „Sonnō jōi“-Bewegungen. Hatte Yoshida Shōin in Satsuma bis dahin jeglichen bewaffneten Widerstand gegen das Shōgunat abgelehnt, befürwortete er ab diesem Zeitpunkt einen gewaltsamen Umsturz zur Wiederherstellung der Macht des japanischen Kaisers. Der Slogan wurde damit zum Kampfschrei der gegen die Macht des Shōgunats rebellierenden Han Chōshū, Satsuma, Mito und Tosa. In der Folge begannen Samurai aus diesen Han Attentate auf hohe Würdenträger des Bakufu und Ausländer auszuführen. Die bekanntesten Attentäter waren die in der japanischen Geschichtsschreibung als „die vier Hitokiri des Bakumatsu“ (幕末四大人斬り, Bakumatsu Shidai Hitokiri) bekannten Samurai Kawakami Gensai (河上 彦斎), Kirino Toshiaki (桐野 利秋), Tanaka Shimbē (田中 新兵衛) und Okada Izō (岡田 以蔵), aber auch die späteren japanischen Ministerpräsidenten Itō Hirobumi und Yamagata Aritomo beteiligten sich beispielsweise an Attentatsversuchen.
Das Bakufu reagierte zunächst mit Härte gegen die abtrünnigen Samurai. Den von Tairō Ii Naosuke initiierten Ansei-Säuberungen von 1858 bis 1859 fielen neben Yoshida Shōin etwa 100 weitere Führungspersönlichkeiten der „Sonnō jōi“-Bewegung zum Opfer. Da das Shōgunat in den rebellierenden Han de facto keinen Einfluss mehr hatte, blieben die Repressionsmaßnahmen letztlich wirkungslos und wurden nach Ii Naosukes Ermordung am 24. März 1860 eingestellt.

### Fremdenfeindlichkeit der rebellierenden Samurai

Ermordung von Charles Lennox Richardson während des Namamugi-Zwischenfalls

Zeitgleich entsandten die rebellierenden Han einzelne Samurai auf Erkundungsmissionen nach China und in die westlichen Staaten. Der Samurai Takasugi Shinsaku (高杉 晋作) schrieb während seines Aufenthaltes in Shanghai im Mai 1862 in sein Tagebuch:

„[In Shanghai] sind die meisten der Chinesen zu Dienern der Fremden geworden. […] Obwohl die Stadt formell unter chinesischer Herrschaft steht, ist sie in Wahrheit zu einer Kolonie von England und Frankreich geworden. […] Am Morgen besuchte ich zusammen mit Godai den englischen Missionar. […] In den Missionen heilen Ärzte die Menschen, die von Krankheit geschwächt sind, und konvertieren sie dann zum Christentum. Wir müssen auf solche Dinge auch in Japan vorbereitet sein.“

 Die Ausbreitung europäischer Handelsniederlassungen infolge der durch das Bakufu abgeschlossenen Verträge schürte die Ängste der Samurai vor einer baldigen Kolonisierung Japans durch die Europäer. Der aus Mito stammende Samurai Maki Yasuomi (真木 保臣, Hofname: Maki Izumi) schrieb 1861 an seine Frau:

„Die Fremden haben […] die Regierung um das Privileg gebeten, in Osaka, Sakai und Hyōgo Befestigungen zu errichten. […] Wenn es so passiert, wie sie sagen, dann wird Japan in zwei Hälften geteilt werden […] und der kaiserliche Hof wird unter ihre Füße gestoßen. […] Wenn dieses Land unter die Herrschaft der Fremden fällt, gibt es keinen Grund mehr zu leben und für meine ganze Familie keinen anderen Weg, als zu sterben.“

 Die aus der Angst vor Kolonisierung resultierende Fremdenfeindlichkeit der rebellierenden Samurai erreichte in der Folgezeit mit dem Namamugi-Zwischenfall einen ersten Höhepunkt, als der britische Händler Charles Lennox Richardson durch Samurai des Daimyō von Satsuma Shimazu Hisamitsu getötet wurde.

### Einmischung des japanischen Kaisers
Nicht überraschend sympathisierte der Kaiserliche Hof in Kyōto mit den abtrünnigen Samurai. Kaiser Kōmei unterstützte persönlich die Bewegungen und brach dadurch mit der jahrhundertelangen kaiserlichen Tradition, keine aktive Rolle in Staatsangelegenheiten zu spielen. Er kritisierte die durch das Shōgunat abgeschlossenen Verträge scharf und versuchte durch die Verheiratung der Prinzessin Kazunomiya Chikako Einfluss auf die Politik zu nehmen. Sein Wirken gipfelte in dem im März 1863 erlassenen „Kaiserlichen Befehl zur Vertreibung der Barbaren“ (攘夷勅命, jōi chokumei).
Das Shōgunat ignorierte diesen kaiserlichen Befehl, nicht jedoch die rebellierenden Han. In Chōshū wurden ausländische Schiffe bei Shimonoseki beschossen. Samurai ermordeten immer häufiger Shōgunatsbeamte und weitere Ausländer, worauf das Shōgunat mit der Gründung der Samurai-Miliz Shinsengumi reagierte. Die westlichen Staaten antworteten mit horrenden Reparationsforderungen, dem Beschuss von Kagoshima und dem Bombardement von Shimonoseki. Im Mai 1864 brach in dem Han Mito ein offener Aufstand gegen das Bakufu aus, der bis zum Januar 1865 durch Truppen des Shōgunats niedergeschlagen wurde. Die von Samurai aus Chōshu am 20. August 1864 verursachte Rebellion am Hamaguri-Tor in Kyōto blieb nur eine Episode, die jedoch vom Bakufu mit einer Strafexpedition in den Han beantwortet wurde. Die Expedition endete kampflos mit der formalen Unterwerfung von Chōshu.

### Militärische Modernisierung und Vorbereitung der Meiji-Restauration
Die militärischen Auseinandersetzungen machten die Unterlegenheit der „Sonnō jōi“-Rebellen gegenüber den westlichen Mächten und dem Bakufu deutlich. Deshalb begannen die rebellierenden Han von ihrer fremdenfeindlichen Position abzurücken und mit den ausländischen Mächten zu kooperieren.
Ab 1864 wurde Sonnō jōi zum alleinigen Schlagwort für die Ablösung des Bakufu. Satsuma, Chōshū und Tosa stellten umfangreiche Handelskontakte zu England her. Die neu gewonnenen Beziehungen wurden zum Aufbau von schlagkräftigen Milizen nach westlichem Vorbild genutzt. Deren Organisation unterschied sich grundlegend von der traditionellen japanischen Militärhierarchie, da es erstmals auch nichtadligen Japanern erlaubt wurde, Waffen zu tragen. Die bekannteste Miliz war die in Chōshū entstandene Kiheitai, die von Takasugi Shinsaku aufgebaut wurde. Mit Hilfe der Milizen siegten die rebellierenden Han über die Truppen des Bakufu. Dies zeigte sich erstmals im Jahr 1866 während einer weiteren Strafexpedition des Bakufu in den Han Chōshū.
Die drei Han Satsuma, Chōshū und Tosa vereinigten sich auf Betreiben von Sakamoto Ryōma in einer dauerhaften Allianz gegen das Bakufu unter dem neuen Shōgun Tokugawa Yoshinobu, dem Sohn Tokugawa Nariakis. Das Shōgunat erhielt zwar ab 1867 umfangreiche Militärhilfe aus Frankreich durch eine von Jules Chanoine geleitete Mission, konnte sich aber nur noch bis zum Ausbruch des Boshin-Krieges an der Macht halten.
Kaiser Kōmei wurde von Iwakura Tomomi vergiftet, weil er 1866 auf Annäherungsversuche des Shōgunats eingegangen war. Sein Nachfolger wurde Mutsuhito, der fest hinter der „Sonnō jōi“-Bewegung stand und dessen Regentschaft das imperialistische Zeitalter in der japanischen Geschichte einleitete.

## Nach der Meiji-Restauration
Nach der Wiederherstellung der Macht von Kaiser Mutsuhito in der Meiji-Restauration wurde der Slogan stillschweigend fallen gelassen und durch einen anderen ersetzt. Fukoku kyōhei (富国強兵, dt. „reiches Land, starkes Militär“) wurde die Parole der Meiji-Zeit und war Ausdruck für Japans imperialistische Expansionspolitik, die mit der Besetzung der Ryūkyū-Inseln im Jahr 1879 ihren Anfang nahm. Später kam der von Sakuma Shōzan geprägte Ausdruck wakon yōsai (和魂洋才, dt. „japanischer Geist und westliche Technik“) als Schlagwort für die rasante Industrialisierung des Landes hinzu.

### Wissenschaftliche Literatur
- Paul Akamatsu: Meiji 1868 – Revolution and Counter-Revolution in Japan. Harper & Row, New York 1972. (Original: Meiji 1868 – Révolution et contre-révolution au Japon Calmann-Lévy, Paris 1968)
- W. G. Beasley: The Meiji Restoration. Stanford University Press, Stanford 1972.
- David Bergamini: Japans Imperial Conspiracy. Verlag Heinemann, London 1971.
- Albert M. Craig: Chōshū in the Meiji Restoration. Lexington Books, 2000, ISBN 0-7391-0193-5 (ursprünglich bei Harvard University Press 1961 erschienen)
- John M. Hall, Marius B. Jansen, Madoka Kanai, Denis Twitchett: The Cambridge History of Japan – Volume 5: The Nineteenth Century. Cambridge University Press, 1989, ISBN 0-521-22356-3.
- Peter Kleinen: Im Tode ein Buddha: buddhistisch-nationale Identitätsbildung in Japan am Beispiel der Traktate Gesshôs. LIT Verlag, Münster 2002, ISBN 3-8258-5827-8.
- Victor Koschmann: The Mito Ideology: Discourse, Reform and Insurrection in Late Tokugawa Japan. University of California Press, Berkeley 1987, ISBN 0-520-05768-6.
- Marius B. Jansen, Gilbert Rozman (Hrsg.): Japan in Transition – From Tokugawa to Meiji. Princeton University Press, Princeton 1986, ISBN 0-691-05459-2.
- Marius B. Jansen: The Making of Modern Japan. The Belknap Press of Harvard University Press, Cambridge 2000, ISBN 0-674-00334-9.
- Jon Livingston, Joe Moore, Felicia Oldfather: Imperial Japan, 1800–1945. Pantheon Books, New York, ISBN 0-394-70668-4.
- E. H. Norman: Soldier and Peasant in Japan. Institute of Pacific Relations, New York 1943.
- Franklin Ng (Hrsg.): The Asian American encyclopedia. Band 5, Verlag Marshall Cavendish, New York 1995, ISBN 1-85435-684-4.
- Bob Tadashi Wakabayashi: Anti-Foreignism and Western Learning in Early-Modern Japan: The New Theses of 1825. Harvard University Press, 1986, ISBN 0-674-04037-6.
- Conrad Totman: The Collapse of Tokugawa Bakufu 1862–1868. Honolulu 1980, ISBN 0-8248-0614-X.
- S. Noma (Hrsg.): sonnō jōi. In: Japan. An Illustrated Encyclopedia. Kodansha, 1993. ISBN 4-06-205938-X, S. 1445.

### Romane
- James Clavell: Gai-Jin. Goldmann, München 2003, ISBN 3-442-35993-7 (Original: Gai-jin. Hodder & Stoughton, Sevenoaks 1993, ISBN 0-340-58126-3)
- Ryotaro Shiba: The Last Shogun – The Life of Tokugawa Yoshinobu. Kodansha, New York 1998, ISBN 1-56836-246-3.